# Anna Lisa Wärnlöf
Anna Lisa Wärnlöf, född Appelquist 15 mars 1911 i Brännkyrka församling i Stockholms län, död 5 september 1987 i Trosa stadsförsamling i Nyköpings kommun, var en svensk författare och översättare. Hon var gift med konstnären Gustaf Wärnlöf. Tillsammans hade de barnen Johan, född 1941, och Lena (1942–2019).
Hon var anställd vid Morgontidningen i Göteborg 1936–39 och vid Göteborgs Handels- och Sjöfartstidning 1940–42. Hon var även verksam som kåsör vid Svenska Dagbladet från 1945 under pseudonymen Claque. Några av kåserierna finns samlade i skriften "Om Ni behagar" (1957).
Hennes första bok som barnboksförfattare från 1958 handlar om "Pella". Den inledde en rad ungdomsromaner, som innebar en förnyelse av denna genre. Några år senare (1963) gav hon ut den delvis självbiografiska "Boken om Agnes".
"Mycket av vad hon skriver är självupplevt, hon berättar intressanta barnupplevelser o detaljrikt, insiktsfullt o känsligt; hon skildrar utvecklingen hos den optimistiska flickan Pella o hos den mer mollstämda Fredrike. I en mångfald kåserier uttrycker W en öppet generös, positiv livssyn." (Litteraturlexikon, 1974)

## Priser och utmärkelser
- Nils Holgersson-plaketten 1959 för Pellas bok.